# Igeltjärnen (Järvsö socken, Hälsingland)
Igeltjärnen är en sjö i Ljusdals kommun i Hälsingland och ingår i Ljusnans huvudavrinningsområde.